# Bundesratswahl 2010
Bei den Schweizer Bundesratswahlen 2010 wählte die Vereinigte Bundesversammlung am 22. September 2010 in zwei Ersatzwahlen Simonetta Sommaruga (SP) im vierten und Johann Schneider-Ammann (FDP.Die Liberalen) im fünften Wahlgang als neue Mitglieder des Schweizer Bundesrates. Sie übernahmen die Sitze der zurücktretenden Bundesräte Moritz Leuenberger (SP) und Hans-Rudolf Merz (FDP).
Mit der Wahl Sommarugas gab es erstmals mehr Frauen als Männer im Schweizer Bundesrat. Nach Finnland ist die Schweiz der zweite europäische Staat, bei dem sich diese Konstellation innerhalb der Regierung einstellte.

## Ausgangslage
Moritz Leuenberger wurde 1995 als Nachfolger von Otto Stich (SP) gewählt. Er stand seither dem Eidgenössischen Departement für Umwelt, Verkehr, Energie und Kommunikation (UVEK) vor. Zweimal, 2001 und 2006, amtierte er als Bundespräsident. Am 9. Juli 2010 kündigte Leuenberger seinen Rücktritt für Ende 2010 an.
Der seit seiner Wahl 2003 als Vorsteher des Eidgenössischen Finanzdepartements amtierende Hans-Rudolf Merz kündigte am 6. August 2010 seinen Rücktritt per Oktober 2010 an.
In dieser Konstellation wären nach Bundesverfassung und Parlamentsgesetz zwei verschiedene Termine für die Ersatzwahlen nötig gewesen. Um die Wahl an einem einzigen Termin zu ermöglichen, erklärte Leuenberger nach starkem öffentlichem Druck – auch aus seiner eigenen Partei – am 9. August 2010, sein Rücktrittsdatum, noch ohne Angabe eines exakten Datums, vorzuziehen. Der Nachfolger des amtsälteren Leuenberger wird dabei vor jenem Merz’ gewählt.
Am 18. August wurde von Leuenberger sein Rücktrittsdatum per 31. Oktober 2010 präzisiert. Merz gab am 28. September 2010  der Öffentlichkeit den 28. Oktober 2010 als Datum seines Rücktritts bekannt.

## Kandidaten
Für die Nachfolge Leuenbergers wurden von ihren jeweiligen Kantonalparteien Simonetta Sommaruga (BE), Hildegard Fässler (SG), Eva Herzog (BS) und Jacqueline Fehr (ZH) nominiert. Die Fraktion nominierte schliesslich am 3. September 2010 Simonetta Sommaruga und Jacqueline Fehr als offizielle Kandidatinnen.
Für die Nachfolge Merz’ wurden von ihren jeweiligen Kantonalparteien Peter Malama (BS), Ruedi Noser (ZH), Karin Keller-Sutter (SG), Johann Schneider-Ammann (BE) und Ignazio Cassis (TI) nominiert. Die Fraktion nominierte schliesslich am 3. September 2010 Karin Keller-Sutter und Johann Schneider-Ammann als offizielle Kandidaten.
Die Schweizerische Volkspartei kündigte an, einen der beiden Sitze für sich zu beanspruchen. Die Fraktion nominierte am 3. September 2010 Nationalrat Jean-François Rime (FR) als Kandidaten.
Auch die Grünen schickten einen Kandidaten ins Rennen. Im Gespräch waren die Nationalräte Geri Müller, Brigit Wyss und Marlies Bänziger. Die Fraktion nominierte schliesslich am 3. September 2010 Brigit Wyss als offizielle Kandidatin.
Die CVP hingegen verzichtete darauf, einen Kandidaten aufzustellen.

## Die Wahl

### Nachfolge von Moritz Leuenberger
| Kandidaten              | Kandidaten              | 1. Wahlgang | 2. Wahlgang | 3. Wahlgang | 4. Wahlgang |
| ----------------------- | ----------------------- | ----------- | ----------- | ----------- | ----------- |
| Simonetta Sommaruga     | Simonetta Sommaruga     | 86          | 96          | 98          | 159         |
| Jean-François Rime      | Jean-François Rime      | 80          | 78          | 77          | 81          |
| Jacqueline Fehr         | Jacqueline Fehr         | 61          | 64          | 70          | –           |
| Hildegard Fässler       | Hildegard Fässler       | 10          | 0           | –           | –           |
| Andere                  | Andere                  | 7           | 7           | –           | –           |
| Eingegangene Wahlzettel | Eingegangene Wahlzettel | 245         | 245         | 245         | 245         |
| Ungültige Wahlzettel    | Ungültige Wahlzettel    | 1           | 0           | 0           | 2           |
| Leere Wahlzettel        | Leere Wahlzettel        | 0           | 0           | 0           | 3           |
| Gültige Wahlzettel      | Gültige Wahlzettel      | 244         | 245         | 245         | 240         |
| Absolutes Mehr          | Absolutes Mehr          | 123         | 123         | 123         | 121         |

### Nachfolge von Hans-Rudolf Merz
| Kandidaten              | Kandidaten              | 1. Wahlgang | 2. Wahlgang | 3. Wahlgang | 4. Wahlgang | 5. Wahlgang |
| ----------------------- | ----------------------- | ----------- | ----------- | ----------- | ----------- | ----------- |
| Johann Schneider-Ammann | Johann Schneider-Ammann | 52          | 75          | 78          | 84          | 144         |
| Jean-François Rime      | Jean-François Rime      | 72          | 72          | 72          | 76          | 93          |
| Karin Keller-Sutter     | Karin Keller-Sutter     | 44          | 55          | 66          | 74          | –           |
| Brigit Wyss             | Brigit Wyss             | 57          | 40          | 28          | –           | –           |
| Ignazio Cassis          | Ignazio Cassis          | 12          | 0           | –           | –           | –           |
| Andere                  | Andere                  | 7           | 3           | –           | –           | –           |
| Eingegangene Wahlzettel | Eingegangene Wahlzettel | 245         | 245         | 245         | 243         | 245         |
| Ungültige Wahlzettel    | Ungültige Wahlzettel    | 0           | 0           | 1           | 5           | 2           |
| Leere Wahlzettel        | Leere Wahlzettel        | 1           | 0           | 0           | 4           | 6           |
| Gültige Wahlzettel      | Gültige Wahlzettel      | 244         | 245         | 244         | 234         | 237         |
| Absolutes Mehr          | Absolutes Mehr          | 123         | 123         | 123         | 118         | 119         |

Die Bundesversammlung umfasst 246 Mitglieder. Alfred Heer (SVP) war aus gesundheitlichen Gründen als einziges Mitglied nicht anwesend.